# Matchbox (window manager)
Matchbox è un window manager per il sistema grafico X Window System usato principalmente in sistemi embedded. La sua caratteristica principale è quella di visualizzare una finestra alla volta, questo lo rende ideale per sistemi embedded.
Viene utilizzato nel sistema operativo Maemo usato per alcuni tablet Nokia come il Nokia 770 Internet Tablet, nello smartphone libero Neo1973 basato su Openmoko e sul portatile per la didattica XO-1 del progetto One Laptop Per Child (successivamente sostituito da Metacity).